# هيرب كوفنغتون
هيرب كوفنغتون (بالإنجليزية: Herb Covington)‏ هو لاعب كرة قدم أمريكية أمريكي، ولد في 16 أكتوبر 1902 في مايفيلد في الولايات المتحدة، وتوفي في 1990 في اورورا في الولايات المتحدة.